# Râul Valea Hranei
Râul Valea Hranei este un curs de apă, afluent al râului Șimișna. 

## Hărți
- Harta interactivă - județul Sălaj  Arhivat în 5 septembrie 2009, la Wayback Machine.